# تشارلز بيركلي باول
تشارلز بيركلي باول هو سياسي كندي، ولد في 19 أغسطس 1858، وتوفي في 1933. حزبياً، نشط في حزب أونتاريو المحافظ التقدمي. وقد انتخب عضو برلمان مقاطعة أونتاريو.